# Operatie Samson
Operatie Samson was de codenaam voor een SAS-operatie in Limousin, Frankrijk. 

## Geschiedenis
De SAS dropte in juni 1944 vierentwintig man van het 3e Franse Parachutistenbataljon ten westen van Limoges. De manschappen hadden als taak meegekregen het ontregelen van het troepenvervoer naar het noorden, waar enkele dagen eerder Operatie Overlord van start was gegaan. De eenheid ondermijnde de belangrijke wegen en vernietigde het spoorwegennet. Daarnaast hadden ze de opdracht het coördineren en leidden van verzetsacties.